# Campagne-lès-Boulonnais
Pour les articles homonymes, voir Campagne (homonymie).
Campagne-lès-Boulonnais est une commune française située dans le département du Pas-de-Calais en région Hauts-de-France. Ses habitants sont appelés les Campagnards.
La commune fait partie de la communauté de communes du Haut Pays du Montreuillois qui regroupe 49 communes et compte 15 703 habitants en 2021.

## Géographie

### Localisation
Localisée dans le centre-ouest du département du Pas-de-Calais, Campagne-lès-Boulonnais, village de l'Artois, se situe, par la route, entre les communes de Lumbres (15 kilomètres) et Fruges (18 kilomètres), à environ 29 kilomètres au nord-est de Montreuil-sur-Mer (chef-lieu d'arrondissement), 33 km au sud-est de Boulogne-sur-Mer, 89 kilomètres au nord-ouest d'Arras (préfecture du Pas-de-Calais)), et 94 kilomètres à l'est de Lille (chef-lieu de la région Hauts-de-France).
Le territoire de la commune est limitrophe de ceux de six communes.
Les communes limitrophes sont Vaudringhem, Ledinghem, Thiembronne, Aix-en-Ergny, Bourthes et Ergny.

### Géologie et relief
Campagne-lès-Boulonnais, d'une superficie de 13,28 km2, est située sur un plateau humide à une altitude entre 113  et   179 m, dominant la vallée d'Happe (hameau de Campagne-lès-Boulonnais).
La géographie se caractérise par :
- un relief de plateau calcaire accidenté, fondé sur un substrat géologique crétacé ;
- des sols difficiles à travailler.

### Hydrographie
Le territoire de la commune est situé dans le bassin Artois-Picardie.
La commune est arrosée par la Vilaine (ou Thiembronne), cours d'eau naturel non navigable de 7,67 km qui prend sa source au nord de la commune, au hameau de Happe, et se jette dans l'Aa au niveau de la commune de Saint-Martin-d'Hardinghem. Un petit cours d'eau de 1,95 km, l’Ergny, prend sa source au sud de la commune et se jette dans la commune voisine d'Ergny.
Malgré la forte pluviosité, l'eau est un problème à Campagne-lès-Boulonnais. La Vilaine qui passe à Happe est un petit ruisseau, canalisé le long de la route, au débit plutôt faible et intermittent.
L'essentiel de l'eau provient de la nappe phréatique. On a donc eu recours dans le passé aux puits communaux (il en restait 8 en 1949 ; en 2015, un puits existe encore rue de l'Aublet dans le quartier des Angles).
Dans le passé, l'eau était aussi stockée dans des mares (appelées flos). Ces mares n'existent plus mais on peut encore découvrir leur présence (par exemple : place du Coq Rouge).

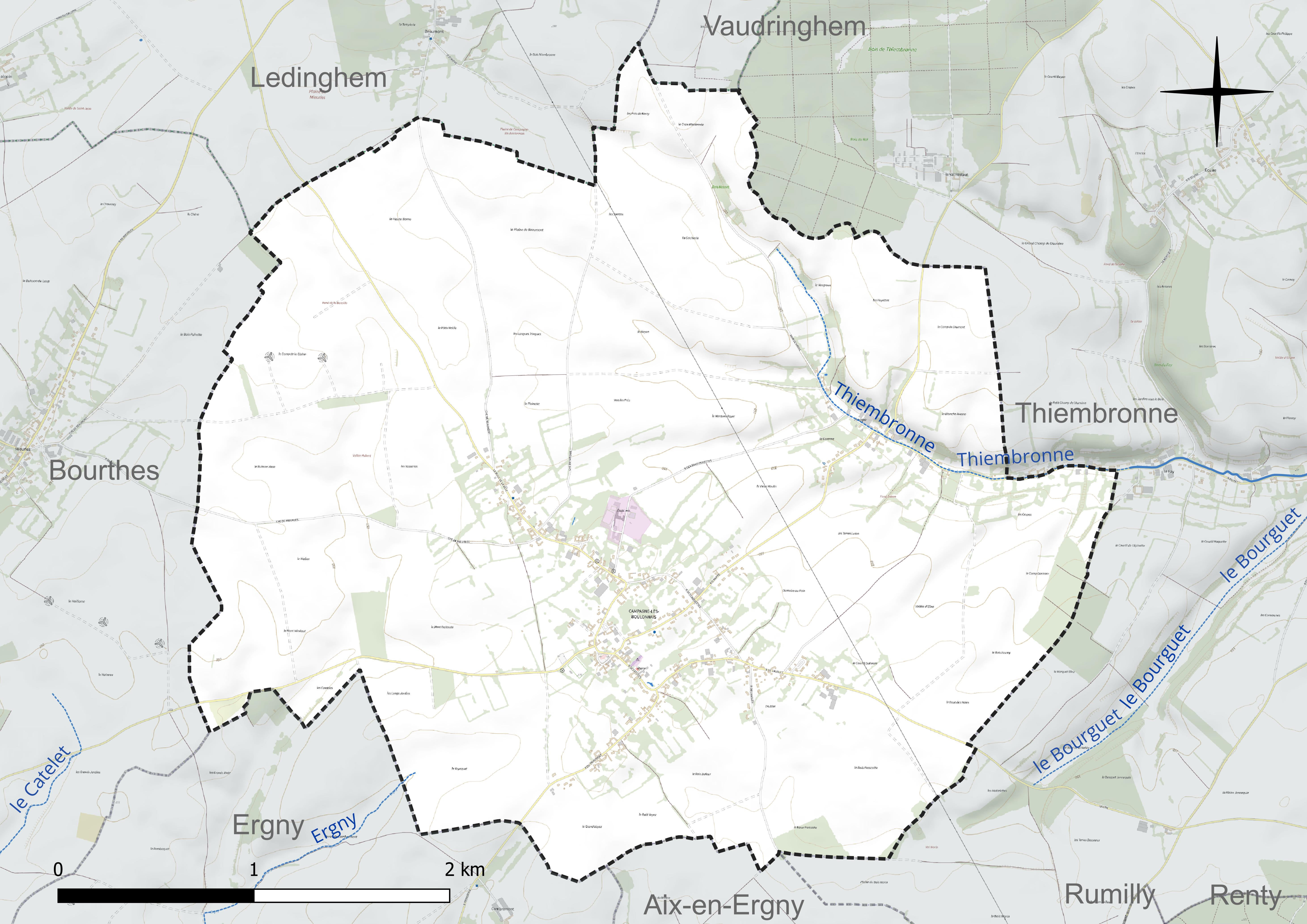
Réseau hydrographique de Campagne-lès-Boulonnais.

### Climat
Pour des articles plus généraux, voir Climat des Hauts-de-France et Climat du Pas-de-Calais.
En 2010, le climat de la commune est de type climat océanique franc, selon une étude du CNRS s'appuyant sur une série de données couvrant la période 1971-2000. En 2020, Météo-France publie une typologie des climats de la France métropolitaine dans laquelle la commune est exposée à un climat océanique et est dans la région climatique Côtes de la Manche orientale, caractérisée par un faible ensoleillement (1 550 h/an) ; forte humidité de l’air (plus de 20 h/jour avec humidité relative > 80 % en hiver), vents forts fréquents.
Pour la période 1971-2000, la température annuelle moyenne est de 9,9 °C, avec une amplitude thermique annuelle de 13,5 °C. Le cumul annuel moyen de précipitations est de 974 mm, avec 13,1 jours de précipitations en janvier et 8,9 jours en juillet. Pour la période 1991-2020, la température moyenne annuelle observée sur la station météorologique la plus proche, située sur la commune de Nielles-lès-Bléquin à 7 km à vol d'oiseau, est de 10,6 °C et le cumul annuel moyen de précipitations est de 976,9 mm,. Pour l'avenir, les paramètres climatiques de la commune estimés pour 2050 selon différents scénarios d'émission de gaz à effet de serre sont consultables sur un site dédié publié par Météo-France en novembre 2022.

### Paysages
Pour un article plus général, voir Paysage en France.
La commune s'inscrit dans les « paysages des hauts plateaux artésiens » tels qu’ils sont définis dans l’atlas de paysages de la région Nord-Pas-de-Calais, conçu par la direction régionale de l'Environnement, de l'Aménagement et du Logement (DREAL),.
Ces paysages, qui concernent 77 communes du Pas-de-Calais, se situent à l'extrémité ouest des collines de l'Artois qui traversent le Pas-de-Calais d'Arras au Boulonnais. L'altitude de ces paysages dépassent les 180 mètres. Ces dimensions sont modestes, d'une quinzaine de kilomètres du sud-est au nord-ouest et d'une vingtaine de kilomètres dans sa dimension la plus grande.
Ces « paysages des hauts plateaux artésiens », appelés aussi « Haut Artois », se caractérisent par trois ensembles écopaysagers : 
- l'ensemble mésophile ouvert du plateau artésien calcaire ;
- l'ensemble alluvial des fonds de vallée de la Lys et de l'Aa ;
- l'ensemble calcicole des versants calcaires des vallées[19].

Le « Haut Artois » dispose d'une importante densité de corridors biologiques bien interconnectés.
Dans le « Haut Artois », pas de villes, c'est une des rares terres rurales de la région, les communes les plus importantes sont, du nord au sud, Lumbres, Fauquembergues et Fruges. Le « Haut Artois », drainé par l'Aa et la Lys, constitue le sommet de l'anticlinal artésien, paysage ventée, froid et aux précipitations importantes qui en font le château d'eau régional.
Leș cultures représentent environ 60 % des sols, les prairies entre 26 et 27 %, les bois de 5 à 8 % et les villages et bourgs de 5 à 8 %, l'industrie y est peu présente.

### Milieux naturels et biodiversité

#### Espèces faunistiques et floristiques
Le site de l’Inventaire national du patrimoine naturel (INPN) recense 203 espèces faunistiques et floristiques sur le territoire de la commune dont 20 protégées et 14 menacées et quasi-menacées.

## Urbanisme

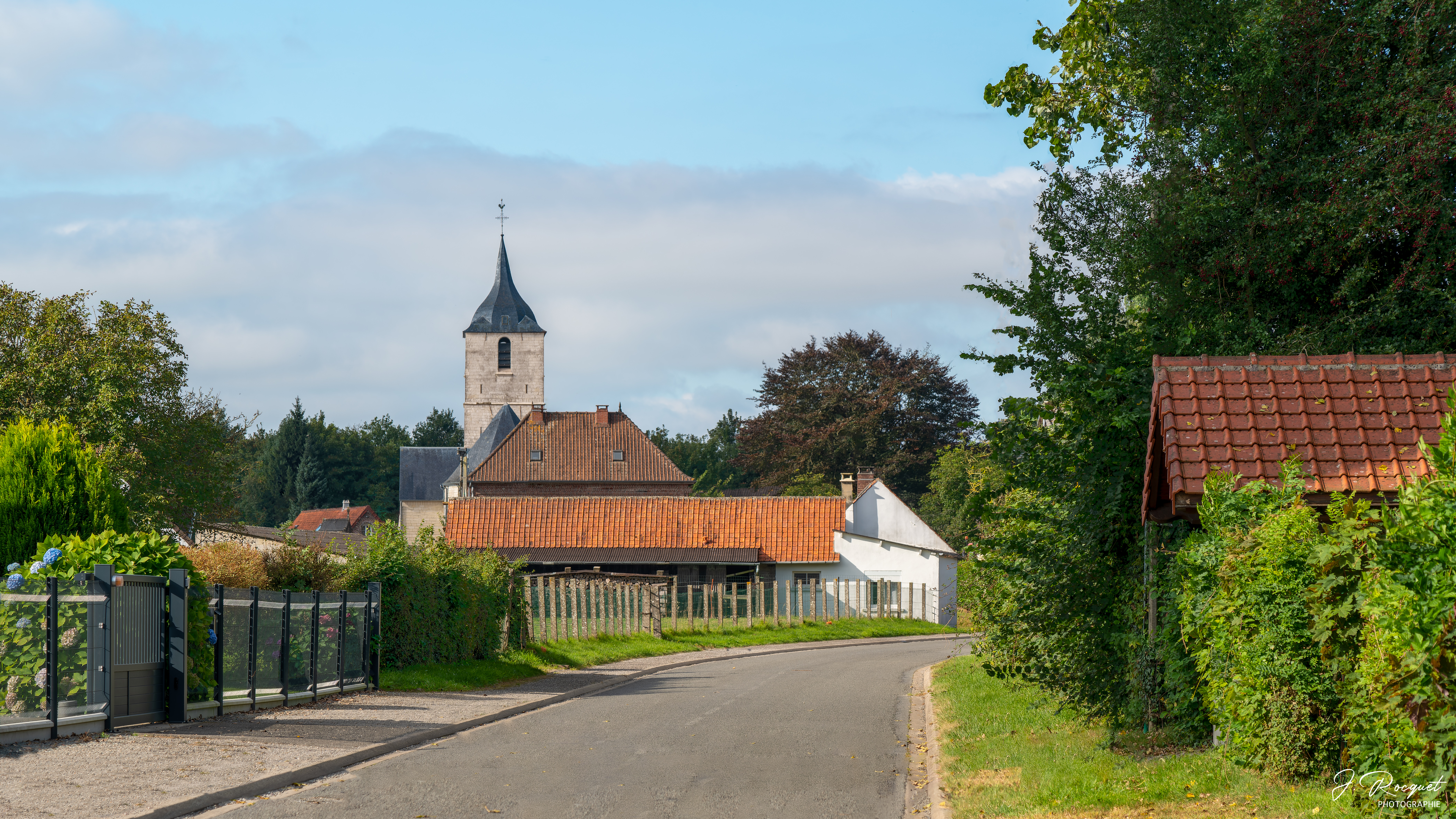
Entrée de la commune par la D92.

### Typologie
Au 1er janvier 2024, Campagne-lès-Boulonnais est catégorisée commune rurale à habitat dispersé, selon la nouvelle grille communale de densité à sept niveaux définie par l'Insee en 2022.
Elle est située hors unité urbaine et hors attraction des villes,.

### Occupation des sols
L'occupation des sols de la commune, telle qu'elle ressort de la base de données européenne d’occupation biophysique des sols Corine Land Cover (CLC), est marquée par l'importance des territoires agricoles (94,3 % en 2018), une proportion sensiblement équivalente à celle de 1990 (94,5 %). La répartition détaillée en 2018 est la suivante : 
terres arables (70,3 %), prairies (24 %), zones urbanisées (5,6 %), forêts (0,1 %). L'évolution de l’occupation des sols de la commune et de ses infrastructures peut être observée sur les différentes représentations cartographiques du territoire : la carte de Cassini (XVIIIe siècle), la carte d'état-major (1820-1866) et les cartes ou photos aériennes de l'IGN pour la période actuelle (1950 à aujourd'hui).

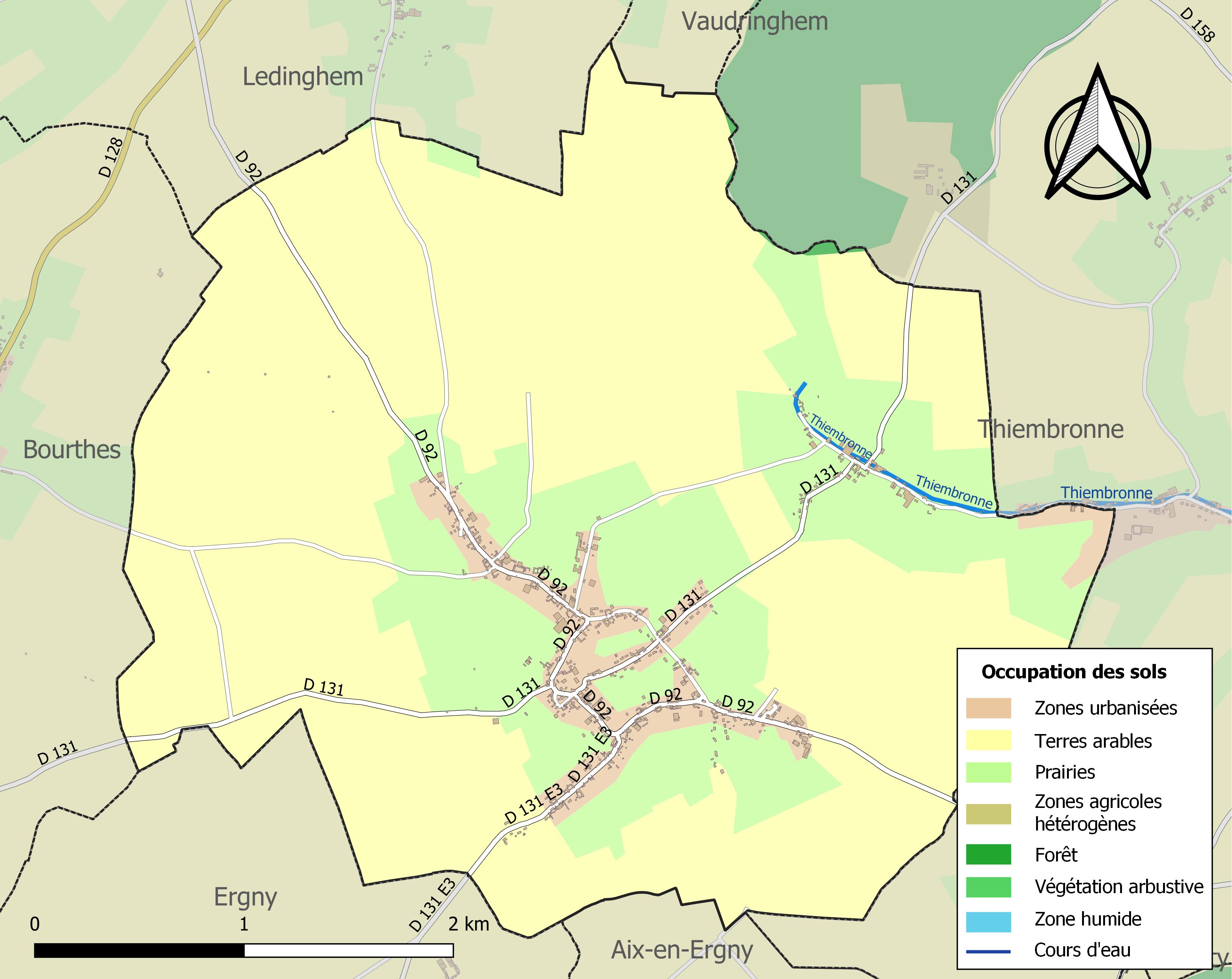
Carte des infrastructures et de l'occupation des sols de la commune en 2018 (CLC).

### Lieux-dits, hameaux et écarts
Sur le territoire communal, se trouvent : 
- les hameaux : le Camp-de-Glaine, Combremont, Fasquelle, le Fay et Happe.
- les écarts : le Haut-Blaisel, le Moulin et l'Obled[26].

Le territoire se compose également des lieux-dits :
- l'Armoire au Pain
- l'Aublet
- la Blanche Avesne
- le Bois Dufour
- le Bois Fourny
- le Bois Frescotte
- le Bout des Haies
- le Buisson Hase
- le Camp de l'Aumont
- le Camp Germain
- les Combles
- le Courtil Dufresne
- la Croix Mastannée
- les Crupes
- la Gacherie
- la Garenne
- le Grand Voyez
- la Haute Borne
- les Hayettes
- le Hayon
- les Longs Jardins
- les Longues Tringues
- le Marquez Royer
- le Mont Delfaude
- le Mont Hénéaut
- le Pâtis Mable
- le Petit Voyez
- la Plaine de Beaumont
- la Plainette
- les Prés de Renty
- les Soettes
- les Terres Luton
- les Vasseries
- le Vaugroux
- Vers les Prés
- le Vieux Frescotte
- le Voyequet
- le Wallon.

### Voies de communication et transports

#### Voies de communication
La commune est desservie par les routes départementales D 92 et D 131 et est située 4 km, au sud, de la D 341, appelée chaussée Brunehaut, reliant Arras à Boulogne-sur-Mer.

## Toponymie
Le nom de la localité est attesté sous les formes : Campaniae (811), Campania (867), Campaignes (1273), Campangnes (1287), Campagne lez Boulonnois (1793), Campagne et Campagne-lès-Boulonnais depuis 1801,.
Campagne vient du mot latin campus, « plaine, plaine cultivée, champs » ; lès-Boulonnais, car ces plaines sont situées près du Boulonnais (lès signifiant « près de »). Longtemps Campagne-lès-Boulonnais (en Artois) fut le village-frontière avec le Boulonnais.
Le hameau de Happe est attesté sous les formes : Ape (1117), Appe (1665), Haspe (1739), Happe depuis 1793.
En picard, la commune porte le nom de Campagne-lès-Boulonné.

## Histoire

### Préhistoire
Des découvertes néolithiques (4000 à 3000 av. J.-C.) ont été faites dans des villages proches comme Thiembronne et Renty.

### Antiquité
Après 500 av. J.-C., la région est celte, occupée par les Morins.
Lors de la conquête de la Gaule (58-50 av. J.-C.), la Morinie est intégrée à l'Empire romain. La chaussée Brunehaut qui passe non loin de Campagne, à Senlecques, relie Thérouanne à Boulogne. Le découpage des parcelles des champs semble correspondre à une subdivision à partir d'un cardo nord-sud, orienté à 35°, et d'un decumanus est-ouest. Il semble qu'il peut s'agir d'une centuriation du territoire agricole. Le processus de centuriation consiste à organiser le territoire en parcelles carrées d'environ 700 m de côté à partir des deux axes, le cardo et le decumanus. Chaque surface carrée est une centurie. Une telle organisation semble encore visible à Campagne-lès-Boulonnais. On peut donc penser que le territoire a été travaillé et mis en valeur lors de l'époque romaine.

### Moyen Âge
À l'époque mérovingienne on observe une germanisation des noms des communes voisines, comme Fauquembergues, Bourthes. La région est évangélisée. Saint Omer (629 - 670 apr. J.-C.) est le premier évêque de Thérouanne. Il est probable que la paroisse de Campagne-lès-Boulonnais, dédiée à saint Omer, existait avant l'an 1000. La première mention de Campagne-lès-Boulonnais date de 811.
Le Moyen Âge connaît une période de croissance agricole s'accompagnant d'un recul de la forêt. Au début du XIIIe siècle, les Templiers s'installent à la commanderie de Combremont (maintenant la ferme de Combremont se situe dans la commune voisine d'Ergny ; les chartes en latin mentionnent le nom de Gombermont). Leur commandeur est Jehan d'Epaigny (1279). Campagne-lès-Boulonnais est intégrée à la seigneurie de Renty dans la châtellenie de Saint-Omer des seigneurs de Fauquembergues, dépendants du comte de Flandre. La châtellenie est rattachée à la France sous Philippe II Auguste puis, en 1237, cédée à l'Artois que Saint Louis lègue à son frère Robert. En 1384, l'héritage passe aux Valois-Bourgogne.
Après la prise de Calais en 1347, le village subit la guerre de Cent Ans, les raids anglais et la crise. À la suite du conflit entre les ducs de Bourgogne et la France, le Boulonnais est rattaché à la France, l'Artois et Campagne-lès-Boulonnais sont rattachés au domaine des Habsbourg. Campagne-lès-Boulonnais devient alors un village–frontière de l'Artois, quasiment enclavé dans le Boulonnais, au traité de Senlis de 1493.

### Temps modernes
Le XVIe siècle est une période très difficile pour le village. Il subit de nombreux conflits, se trouve délaissé. Pourtant les guerres de religion n'ont eu aucun impact. Campagne-lès-Boulonnais subit aussi les effets de la guerre de Trente Ans (1636-1659). Il faut attendre la guerre de Hollande, la prise de Saint-Omer (1677) et le traité de Nimègue (1678) pour que Campagne-lès-Boulonnais soit effectivement rattachée à la France et connaisse alors une longue période de paix et d'essor important au XVIIIe siècle avec une économie essentiellement agricole.

Armes de la famille d'Artois, seigneur de Campagne au XVIIIe siècle.

L'hiver de 1709 est très froid et provoque la famine. Lors de la sinistre année, Campagne-lès-Boulonnais perd plus de 40 % de sa population. En 1737, François-Alexandre-Jean-Baptiste d'Artois mène une politique de regroupement seigneurial en achetant la seigneurie de Frescotte. Ce regroupement se termine en 1784 et Charles-François-Alexandre-Hubert d'Artois devient seigneur de Campagne-lès-Boulonnais en 1784.

### Révolution française
En 1789, la population est de 800 habitants environ. Cette population adhère aux idées nouvelles, mais tout change en 1791 avec la constitution civile du clergé. Les biens des émigrés et ceux provenant des établissements religieux sont vendus en 1795 : plus de 70 % des biens sont acquis par les Campagnards les plus riches mais une grande partie de la population (40 % en 1820) vit dans la pauvreté.

### Époque contemporaine
Sous la Restauration (de 1815 à 1830), la commune est administrée par un émigré, René de Fisset, nommé par le préfet. En 1831 le maire est désigné par élection au suffrage censitaire. La révolution de 1848 amène un renouvellement des magistrats municipaux. C'est la période du catholicisme triomphant. L'église est restaurée. La chapelle Notre-Dame du Mont-Carmel est construite en 1859.
La troisième République s'installe progressivement. La pratique religieuse reste forte. Mais Campagne-lès-Boulonnais connaît l'exode rural et le déclin démographique du village.
Lors de la Première Guerre mondiale (1914-1918), le village perd sa population masculine (20 Campagnards sont tués sur les fronts) et accueille de nombreux réfugiés.
L'entre-deux-guerres se caractérise par une incertitude politique, une modernisation de l'agriculture, la modernisation des services (routes, téléphone), le progrès de l'instruction mais aussi le déclin continu de la population. Le chemin de fer ne passe pas à Campagne-lès-Boulonnais. Il faut se rendre à Ergny pour pouvoir emprunter la Ligne Aire-sur-la-Lys - Berck-Plage (ligne en service entre 1893 et 1955).
Le 22 mai 1940, Campagne-lès-Boulonnais est envahie par la 8e division blindée allemande (Panzerdivision). C'est l'occupation. La présence allemande est lourde. Dans la nuit du 2 au 3 septembre 1944, dans une embuscade sur la chaussée Brunehaut dans le bois de Thiembronne, un résistant campagnard, Raoul Ducrocq, est tué. Le 5 septembre 1944, le village est libéré.
En 1948, Luce Vigneau, 20 ans, est institutrice dans l'école du village, située non loin de l'église, et y passe une année scolaire. Elle écrit sa découverte, son passage et ses souvenirs une quarantaine d'années plus tard. Ce livre, publié en 2013, est un véritable témoignage de la vie scolaire et de la vie du Campagne-lès-Boulonnais (« Noirbergues » dans le roman) des années 1950.

## Politique et administration

### Découpage territorial
La commune se trouve dans l'arrondissement de Montreuil du département du Pas-de-Calais, depuis 1801.

#### Commune et intercommunalités
La commune est membre de la communauté de communes du Haut Pays du Montreuillois.

#### Circonscriptions administratives
La commune est rattachée au canton de Hucqueliers, de 1801 à 2014, puis depuis 2015, au canton de Lumbres.

#### Circonscriptions électorales
Pour l'élection des députés, la commune fait partie de la quatrième circonscription du Pas-de-Calais.

## Équipements et services publics

### Enseignement
En 2022, la commune dispose :
- d'une école maternelle et élémentaire ;
- d'une maison familiale rurale.

La maison familiale rurale
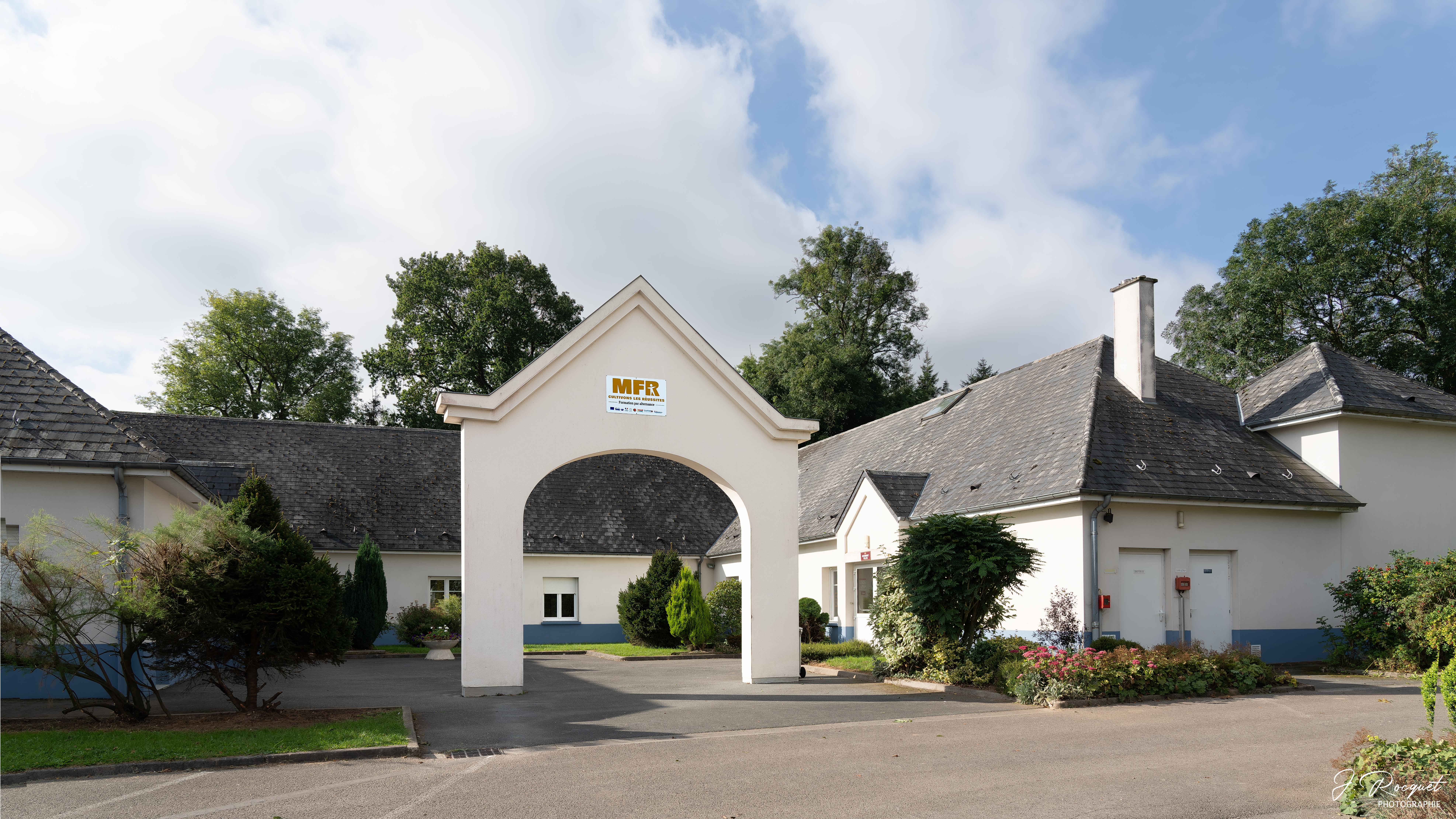
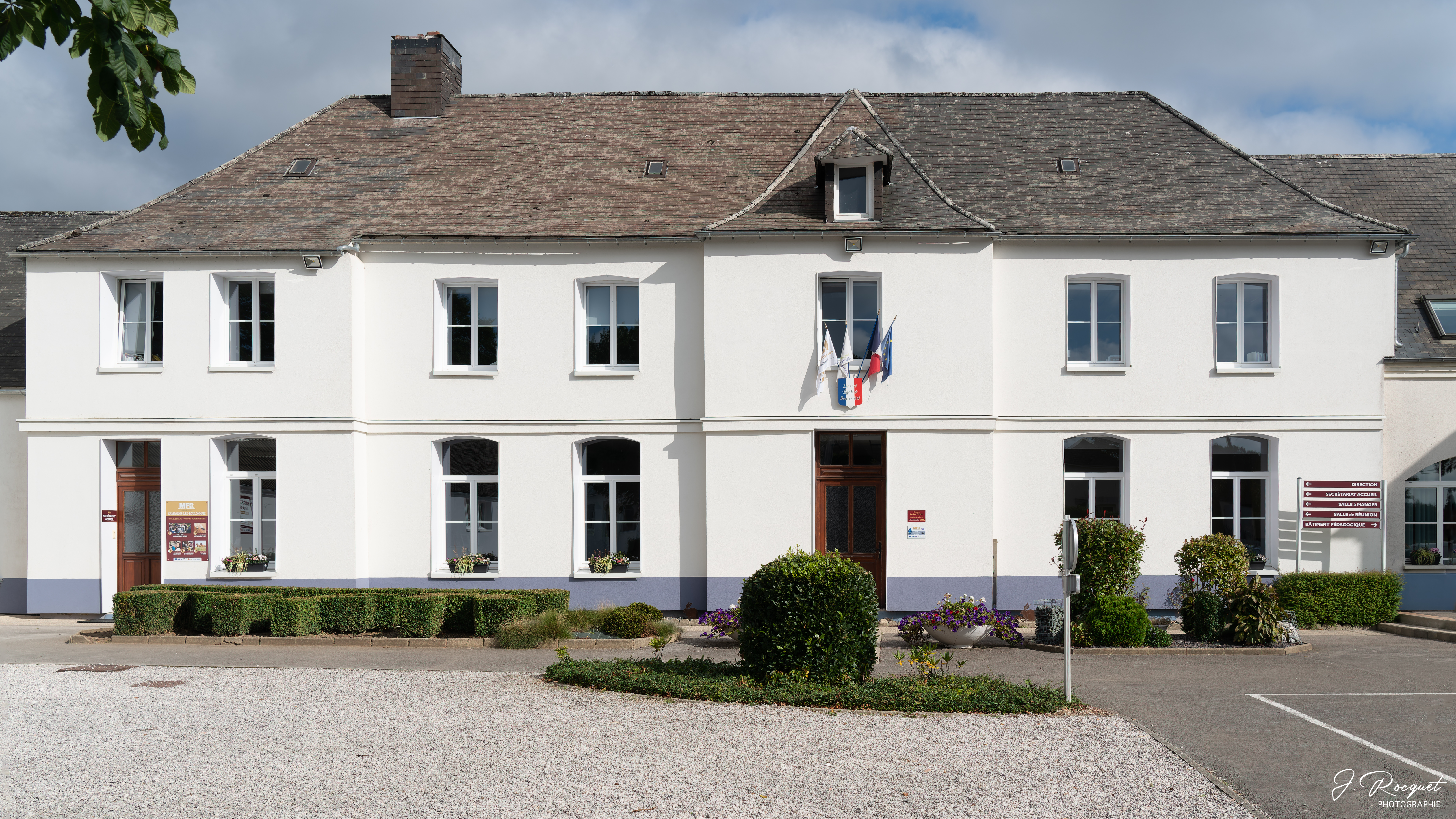
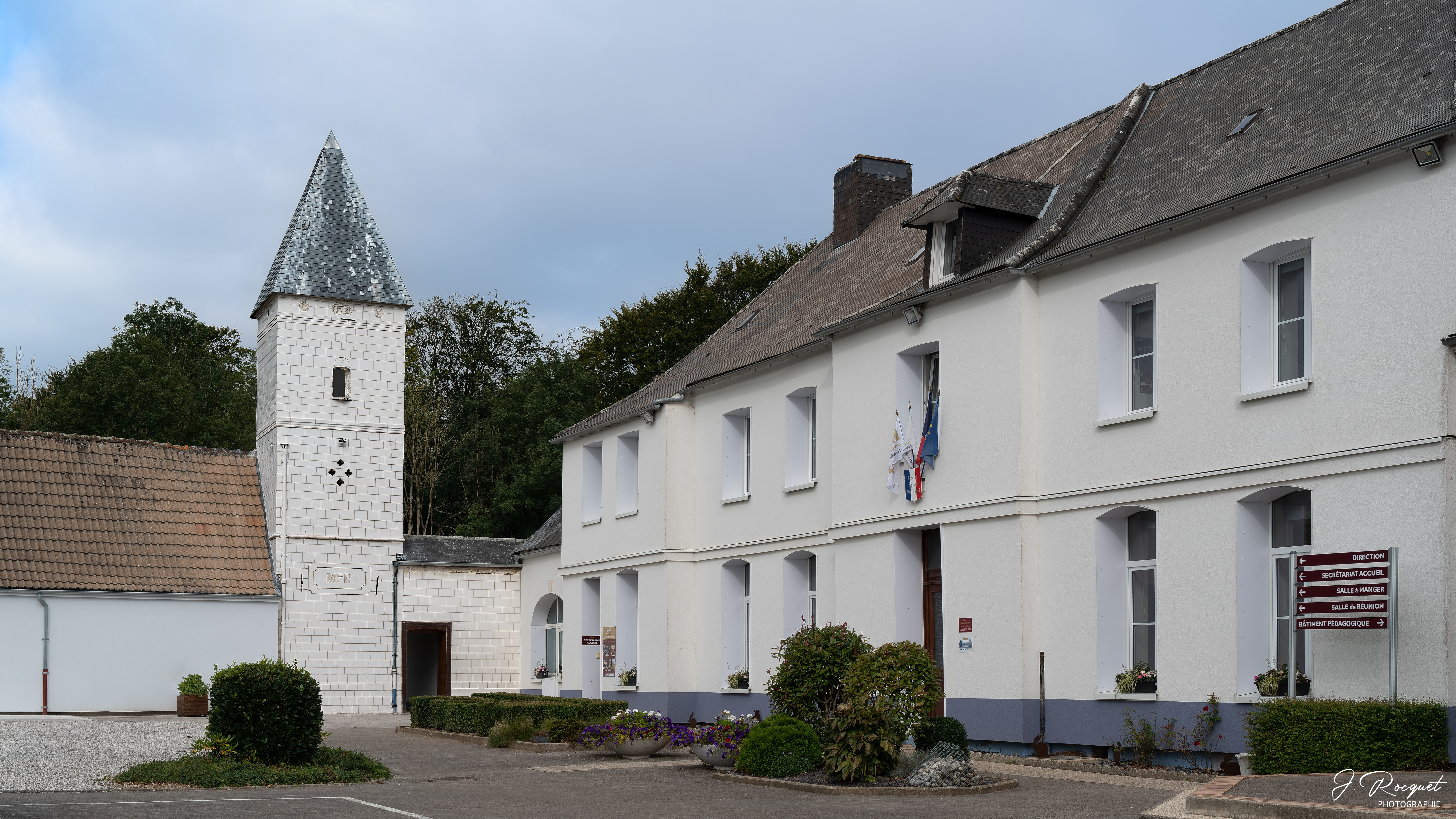
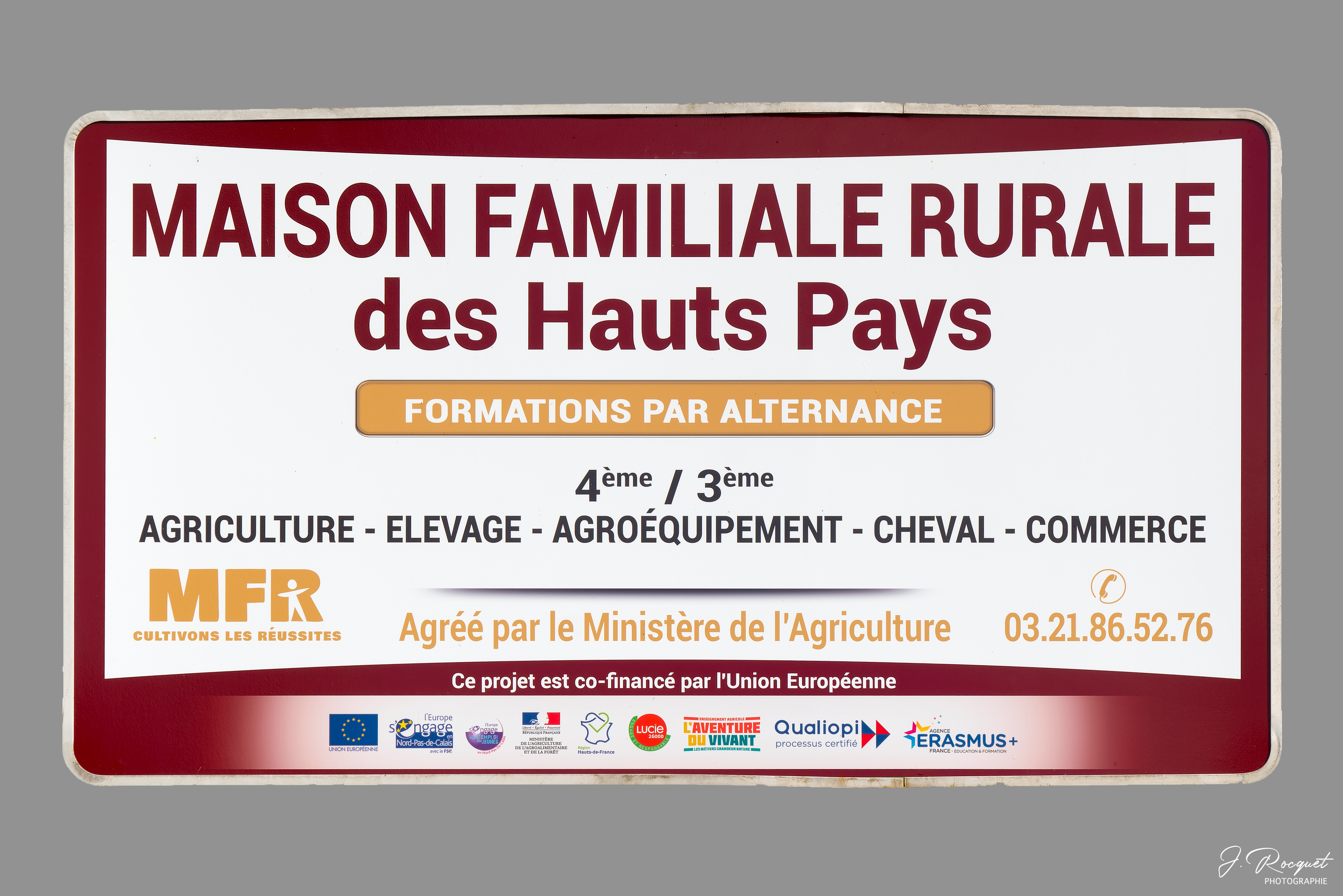

### Justice, sécurité, secours et défense
La commune dépend du tribunal de proximité de Montreuil-sur-Mer, du conseil de prud'hommes de Boulogne-sur-Mer, du tribunal judiciaire de Boulogne-sur-Mer, de la cour d'appel de Douai, du tribunal de commerce de Boulogne-sur-Mer, du tribunal administratif de Lille, de la cour administrative d'appel de Douai et du tribunal pour enfants de Boulogne-sur-Mer.

## Population et société

### Démographie
Les habitants de la commune sont appelés les Campagnards.

#### Évolution démographique
L'évolution du nombre d'habitants est connue à travers les recensements de la population effectués dans la commune depuis 1793. Pour les communes de moins de 10 000 habitants, une enquête de recensement portant sur toute la population est réalisée tous les cinq ans, les populations de référence des années intermédiaires étant quant à elles estimées par interpolation ou extrapolation. Pour la commune, le premier recensement exhaustif entrant dans le cadre du nouveau dispositif a été réalisé en 2008.

En 2022, la commune comptait 675 habitants, en évolution de +10,11 % par rapport à 2016 (Pas-de-Calais : −0,72 %, France hors Mayotte : +2,11 %).
| 1793 | 1800 | 1806 | 1821  | 1831  | 1836  | 1841  | 1846 | 1851 |
| ---- | ---- | ---- | ----- | ----- | ----- | ----- | ---- | ---- |
| 800  | 800  | 940  | 1 012 | 1 057 | 1 019 | 1 004 | 955  | 846  |

| 1856 | 1861 | 1866 | 1872 | 1876 | 1881 | 1886 | 1891 | 1896 |
| ---- | ---- | ---- | ---- | ---- | ---- | ---- | ---- | ---- |
| 821  | 822  | 795  | 810  | 792  | 772  | 740  | 715  | 735  |

| 1901 | 1906 | 1911 | 1921 | 1926 | 1931 | 1936 | 1946 | 1954 |
| ---- | ---- | ---- | ---- | ---- | ---- | ---- | ---- | ---- |
| 687  | 687  | 639  | 641  | 585  | 572  | 586  | 613  | 574  |

| 1962 | 1968 | 1975 | 1982 | 1990 | 1999 | 2006 | 2008 | 2013 |
| ---- | ---- | ---- | ---- | ---- | ---- | ---- | ---- | ---- |
| 576  | 573  | 518  | 501  | 473  | 453  | 556  | 577  | 590  |

| 2018 | 2022 | - | - | - | - | - | - | - |
| ---- | ---- | - | - | - | - | - | - | - |
| 655  | 675  | - | - | - | - | - | - | - |

#### Pyramide des âges
La population de la commune est relativement jeune.
En 2018, le taux de personnes d'un âge inférieur à 30 ans s'élève à 44,0 %, soit au-dessus de la moyenne départementale (36,7 %). À l'inverse, le taux de personnes d'âge supérieur à 60 ans est de 21,9 % la même année, alors qu'il est de 24,9 % au niveau départemental.
En 2018, la commune comptait 354 hommes pour 301 femmes, soit un taux de 54,05 % d'hommes, largement supérieur au taux départemental (48,5 %).
Les pyramides des âges de la commune et du département s'établissent comme suit.
| Hommes | Classe d’âge | Femmes |
| ------ | ------------ | ------ |
| 1,1    | 90 ou +      | 1,7    |
| 4,5    | 75-89 ans    | 6,6    |
| 15,0   | 60-74 ans    | 15,0   |
| 13,6   | 45-59 ans    | 16,9   |
| 19,5   | 30-44 ans    | 18,6   |
| 20,9   | 15-29 ans    | 18,3   |
| 25,4   | 0-14 ans     | 22,9   |

| Hommes | Classe d’âge | Femmes |
| ------ | ------------ | ------ |
| 0,5    | 90 ou +      | 1,6    |
| 5,6    | 75-89 ans    | 8,9    |
| 16,7   | 60-74 ans    | 18,1   |
| 20,2   | 45-59 ans    | 19,2   |
| 18,9   | 30-44 ans    | 18,1   |
| 18,2   | 15-29 ans    | 16,2   |
| 19,9   | 0-14 ans     | 17,9   |

## Culture locale et patrimoine

### Lieux et monuments
- L'église Saint-Omer (tour du XVIe siècle). Campagne-lès-Boulonnais est paroisse bien avant le XIIe siècle. La dédicace à saint Omer révèle un culte probablement antérieur à l'an mil. L'église est juchée dans un enclos ecclésial surélevé. L'église actuelle est une construction des XVe – XVIe siècles ayant subi des remaniements successifs. À la suite des dégâts causés par la Seconde Guerre Mondiale, d'importants travaux de réparation ont été effectués entre 1949 et 1950. La toiture a été refaite dans les années 1990. L'église a subi d'importantes rénovations de juillet 2013 à décembre 2014, qui lui ont rendu son aspect extérieur d'antan.

Vues extérieures
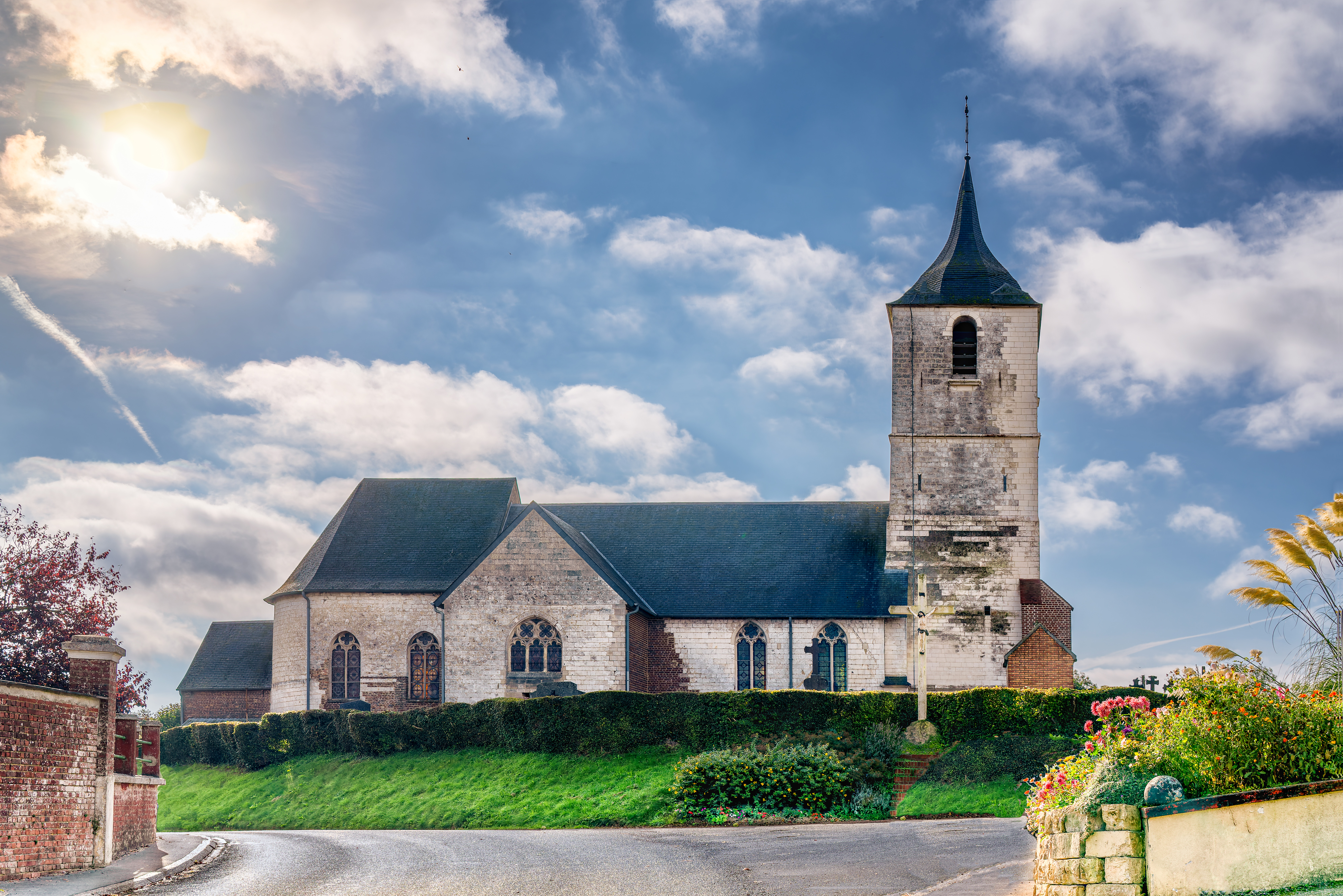
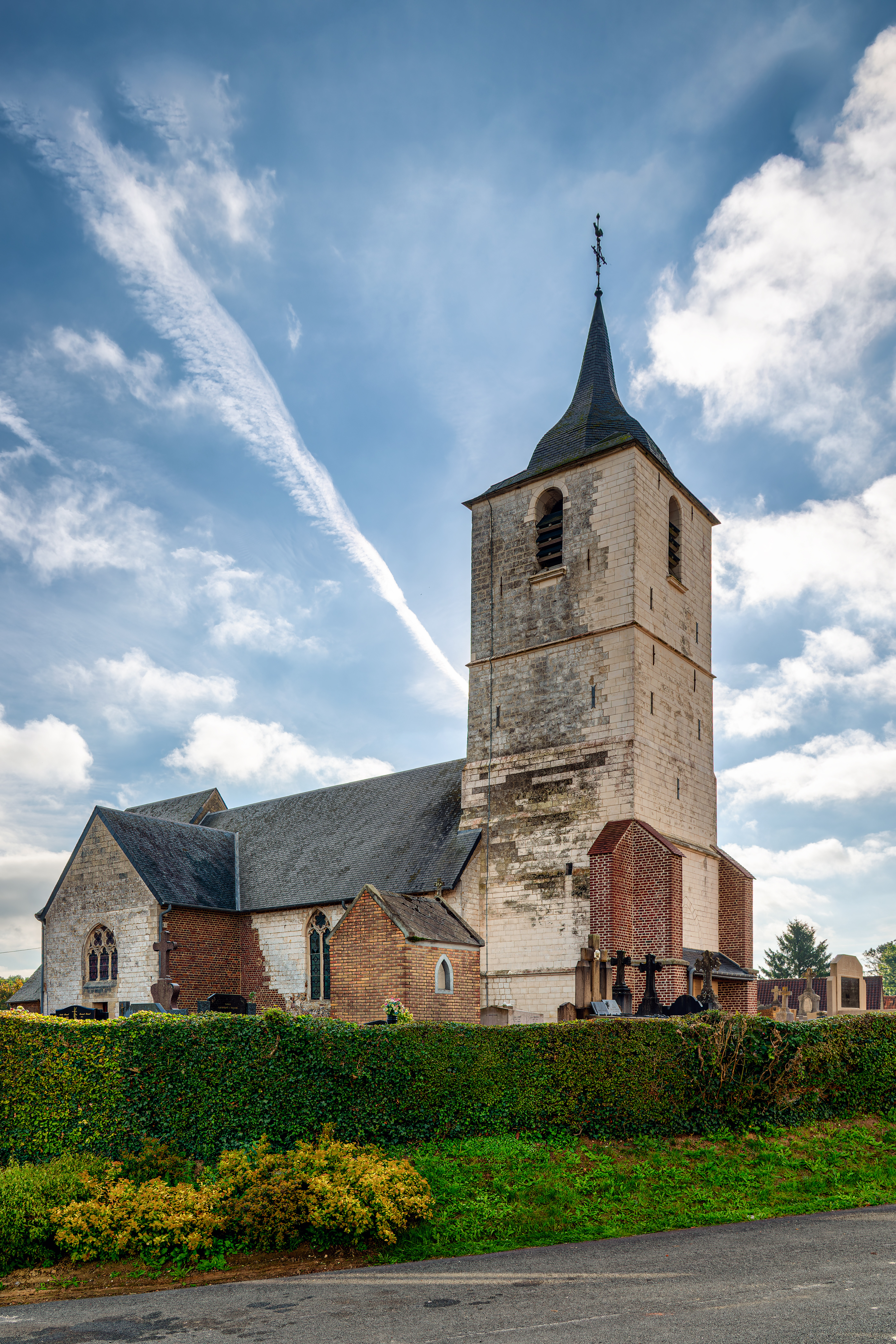
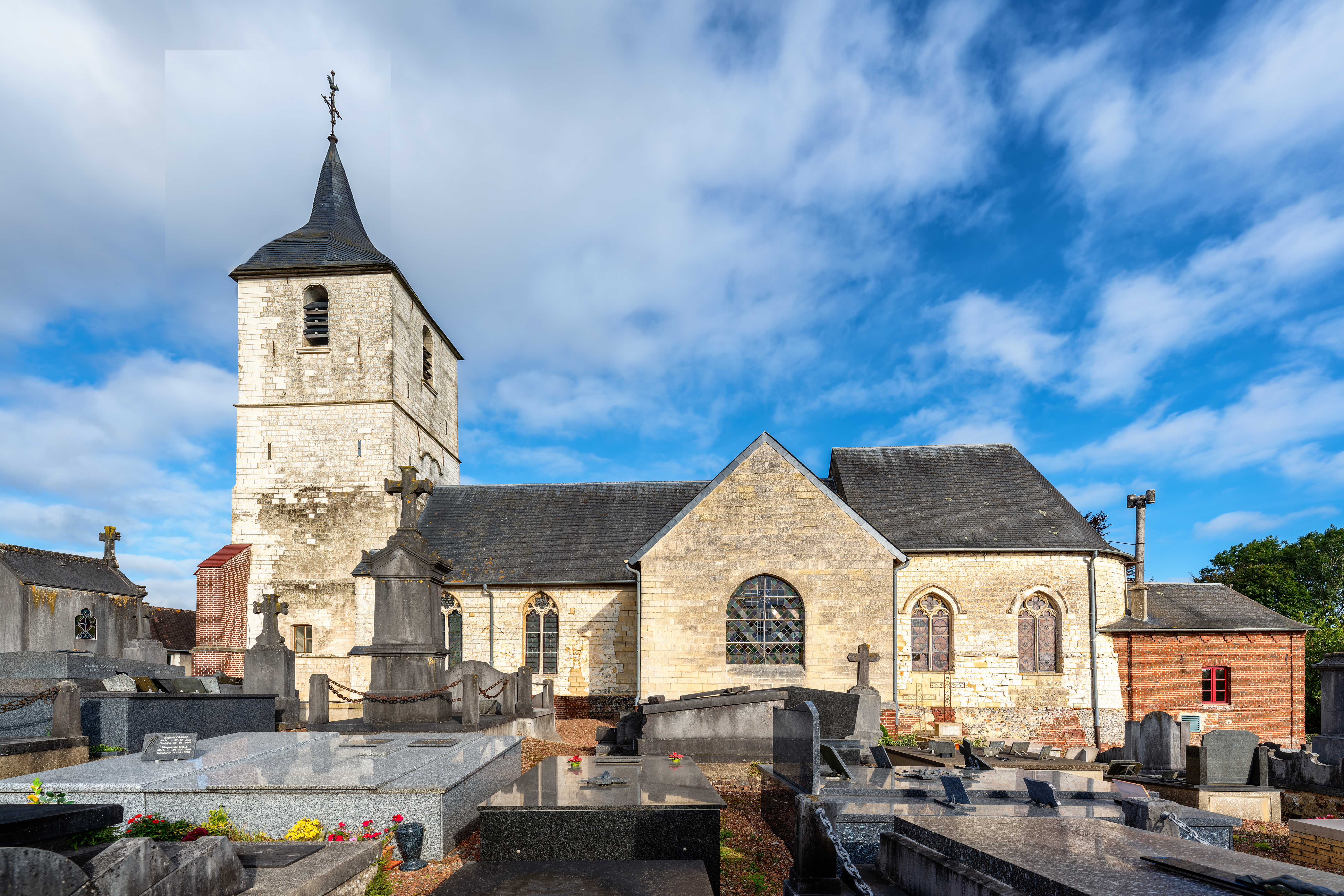
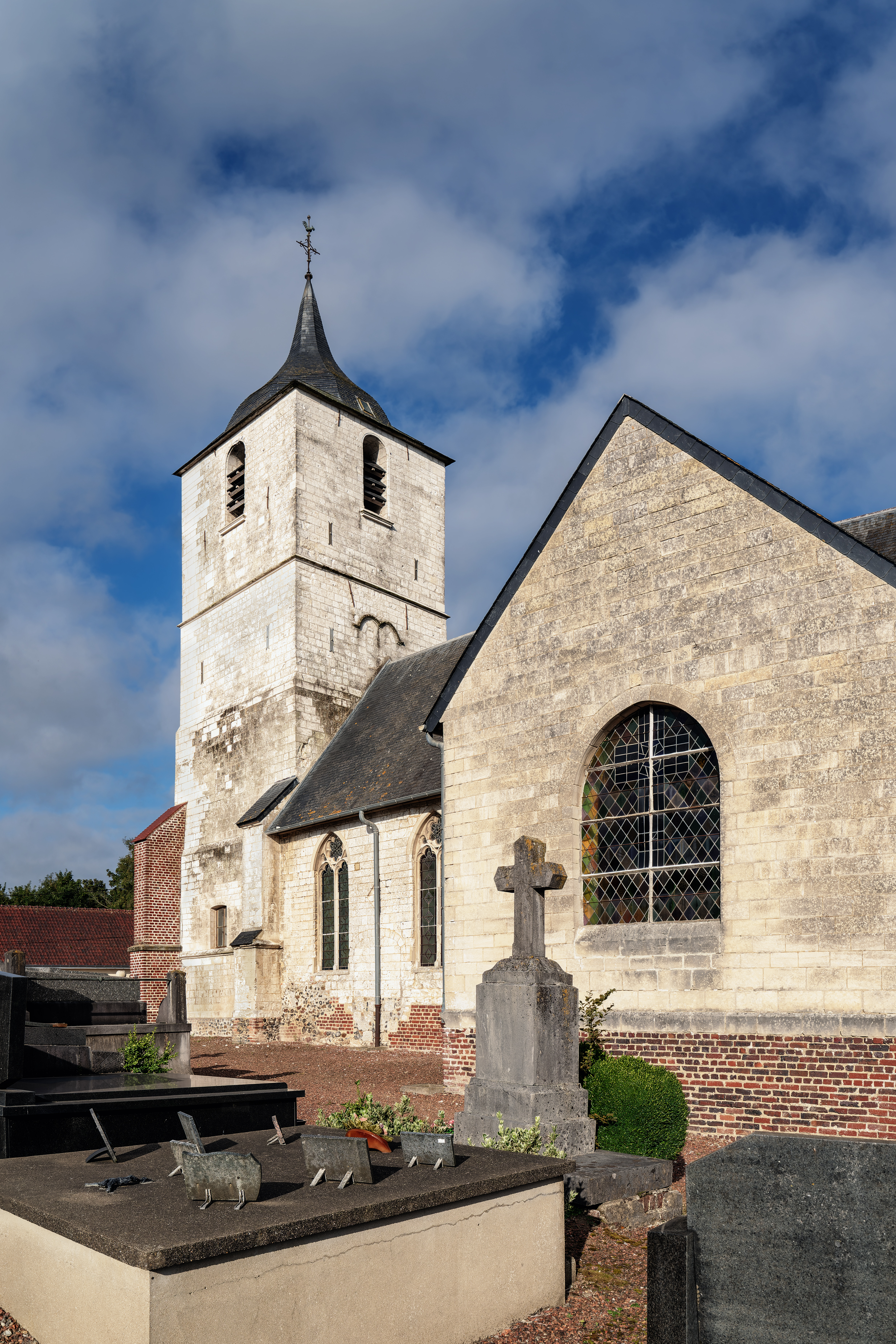
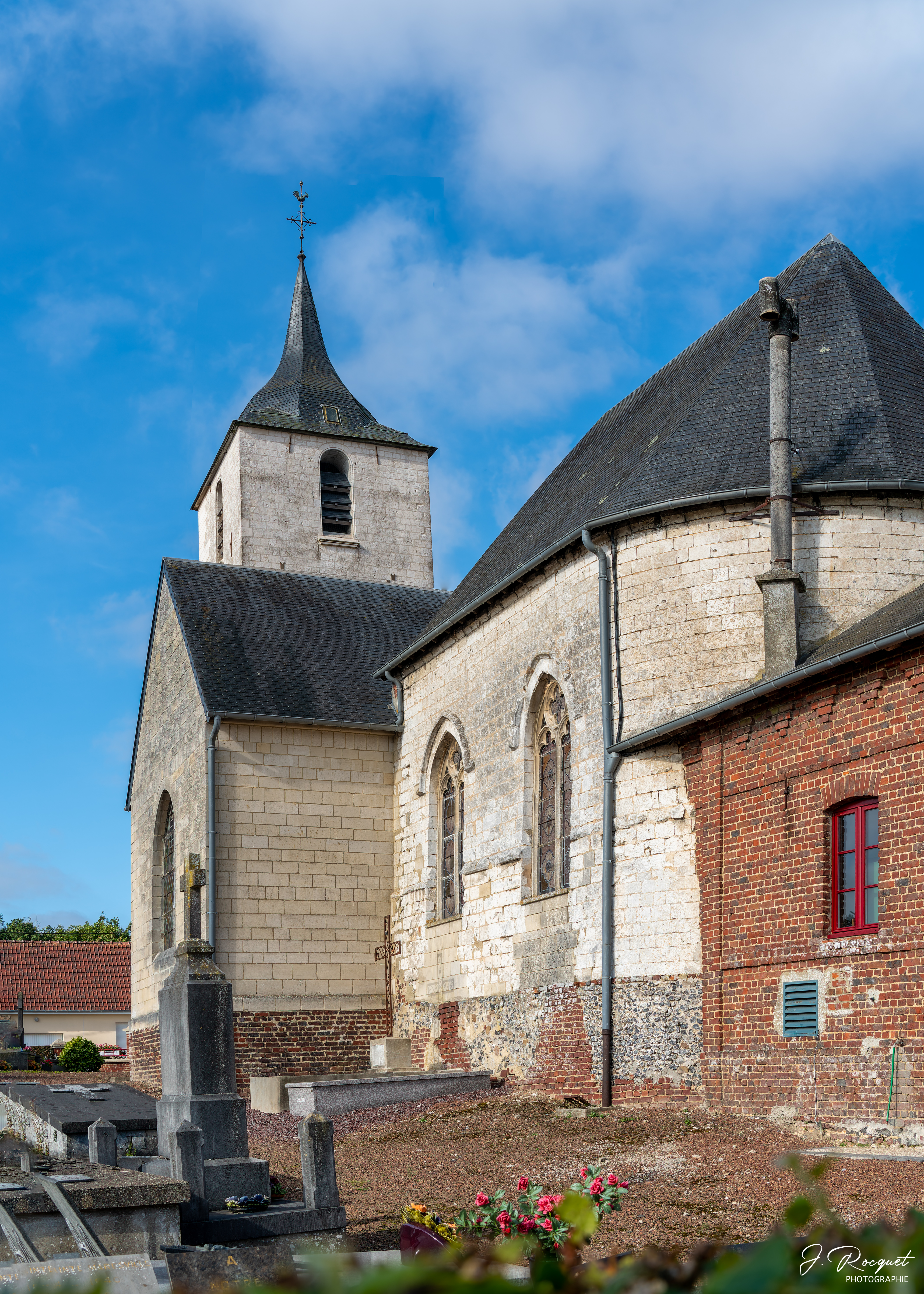

Vues intérieures
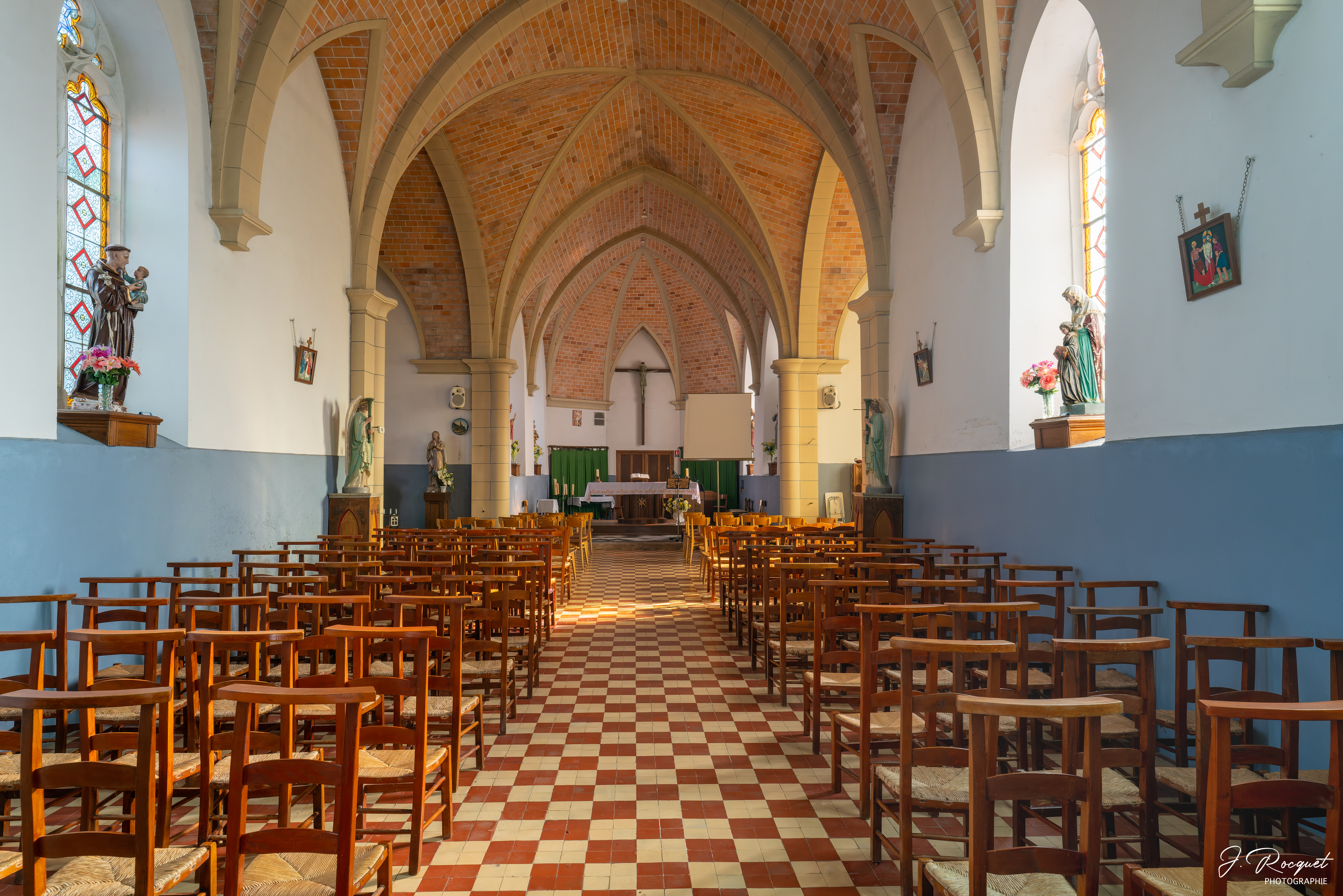
La nef et le chœur.
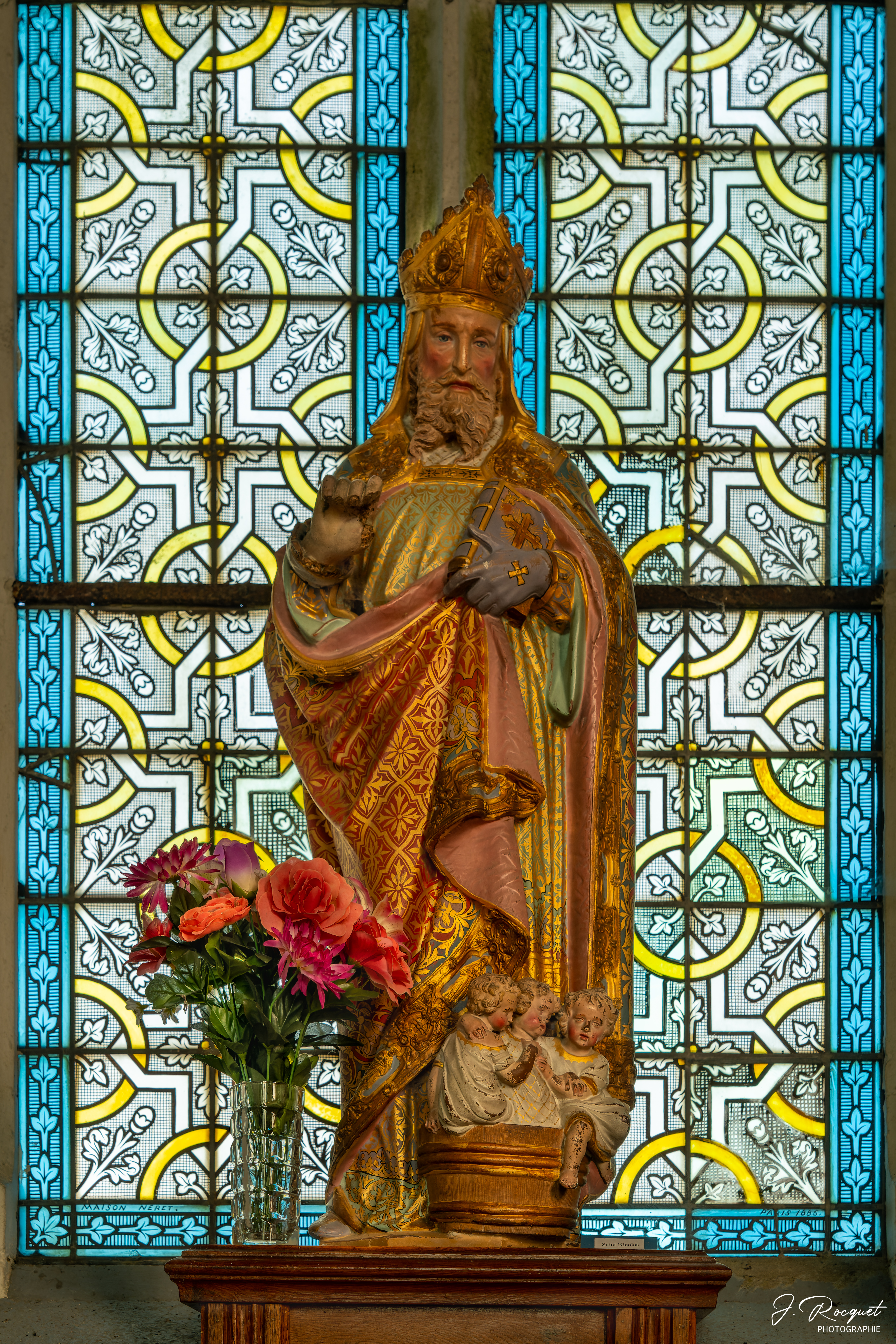
Statue de saint Nicolas.
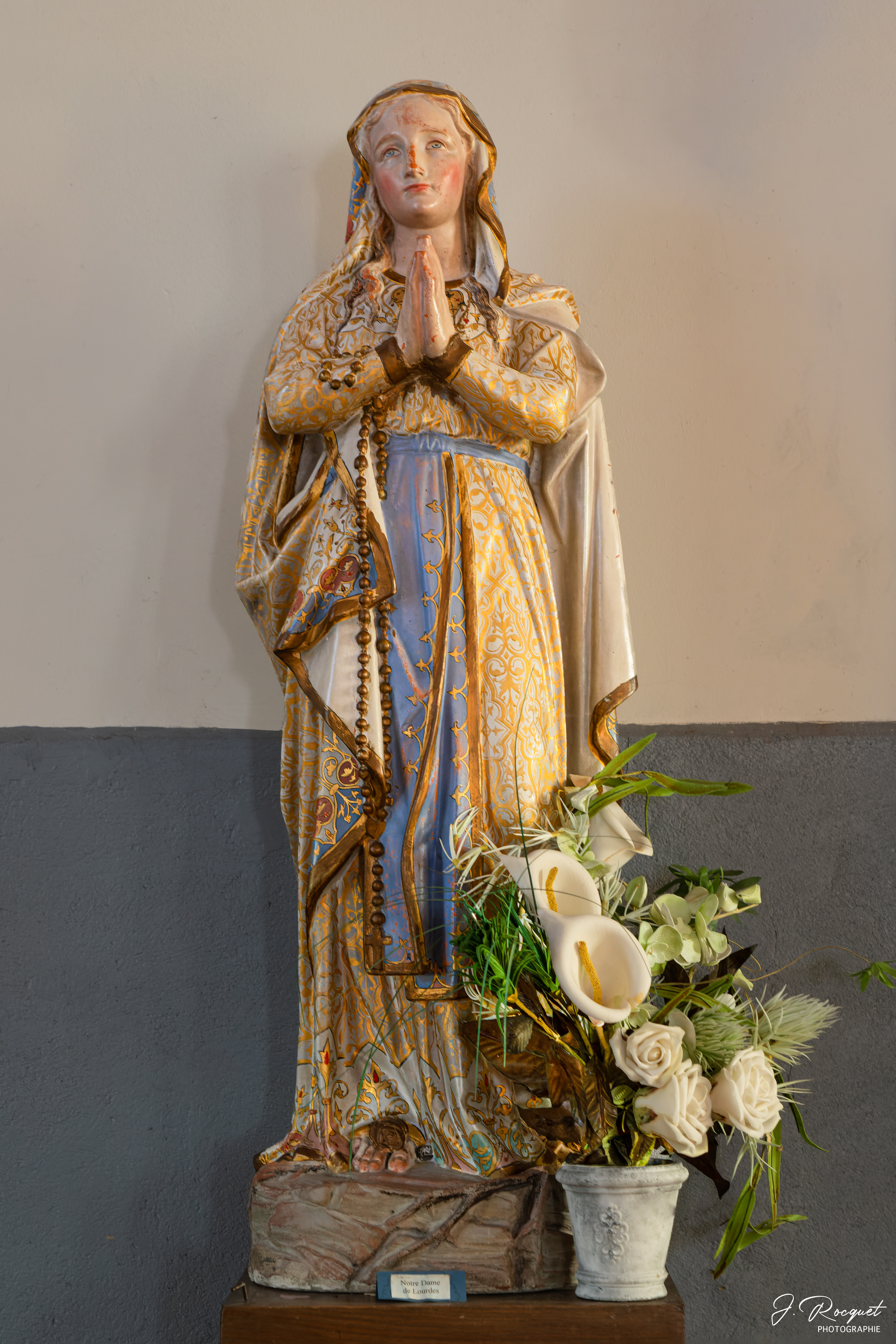
Statue de Notre-Dame de Lourdes.
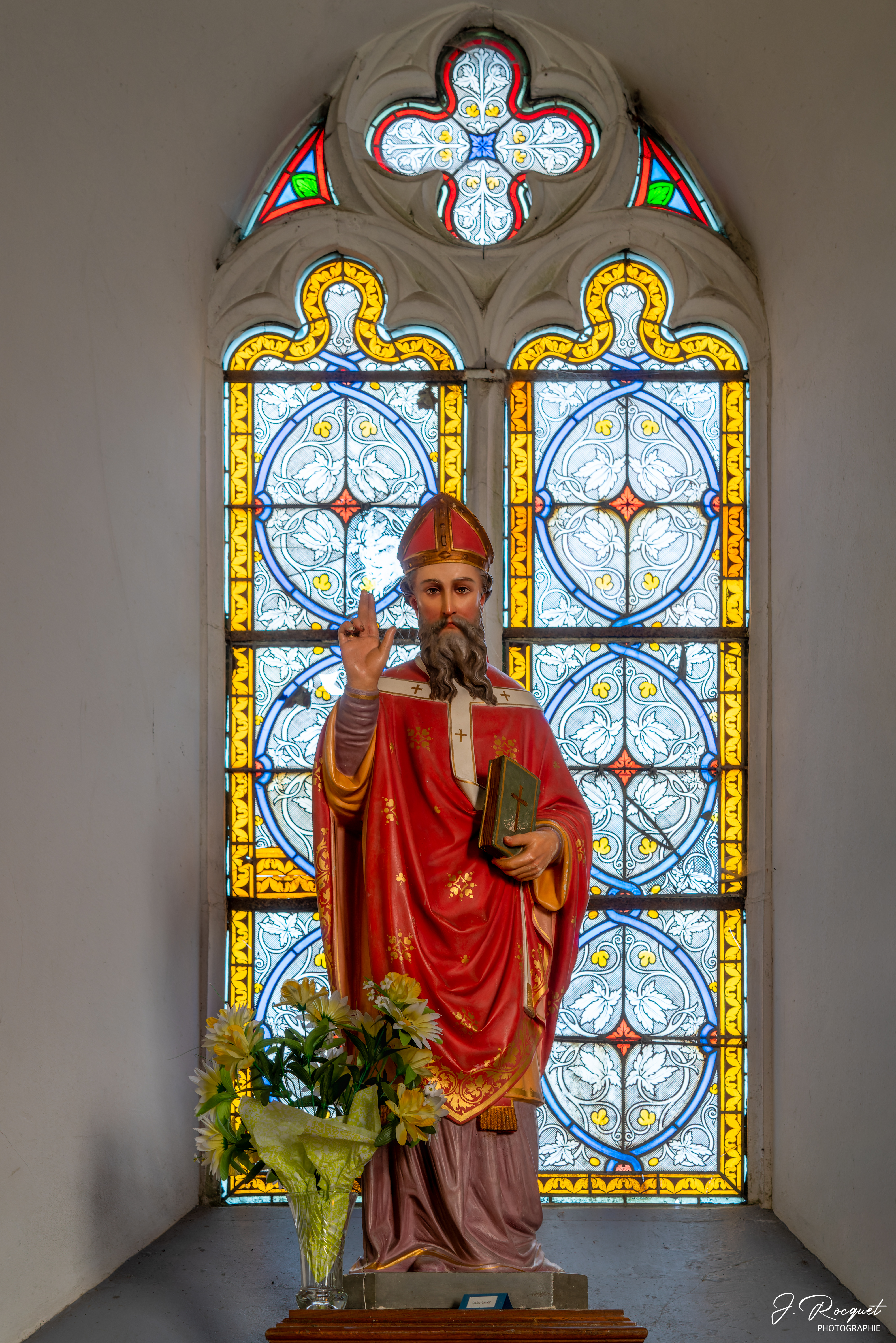
Statue de saint Omer.

- La chapelle de Notre-Dame du Mont-Carmel. Elle a été construite en 1859 et restaurée en 1987.

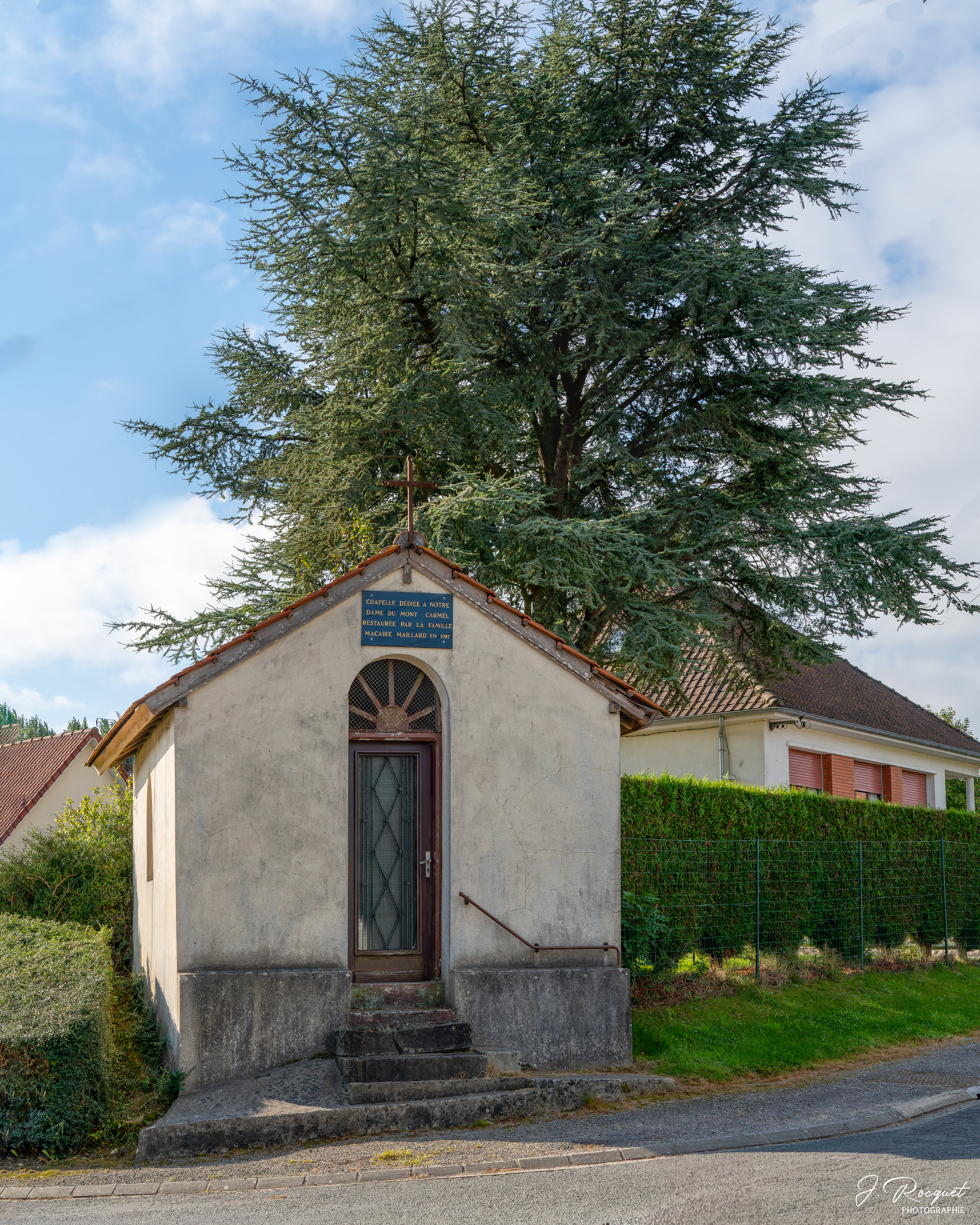
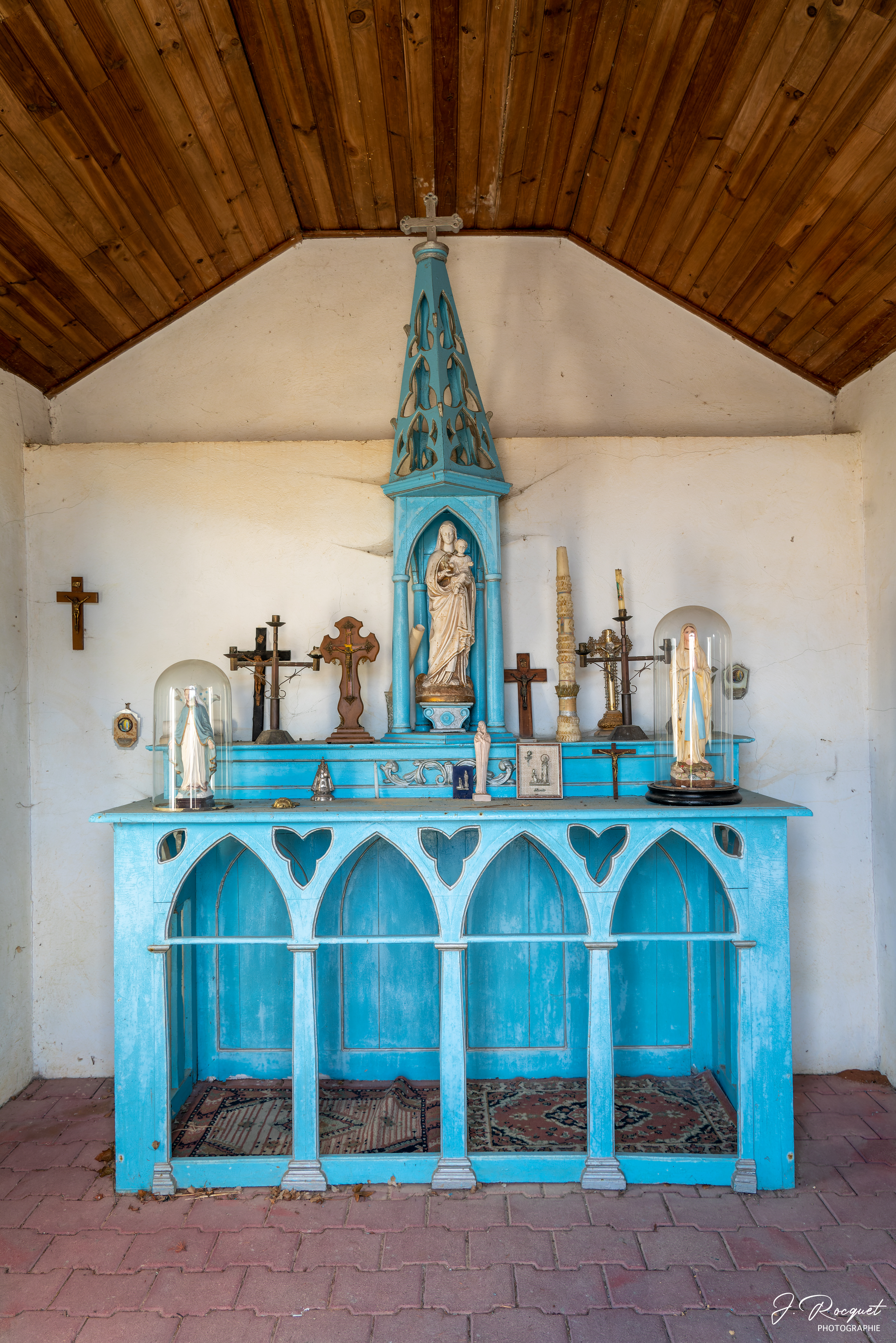

- Le château de la famille d'Artois[Note 3]. Ce petit château en pierre blanche a été construit au XVIIIe siècle (vers 1753). Un colombier a été dressé en 1785. Le château est depuis 1958 la maison familiale rurale (M.F.R) des Hauts-Pays.
- Le cimetière de l'église. En plus du monument aux morts, se trouve le Campagne-les-Boulonnais Churchyard, tombe d'un soldat britannique de la Grande Guerre[41].
- Le monument aux morts[42].

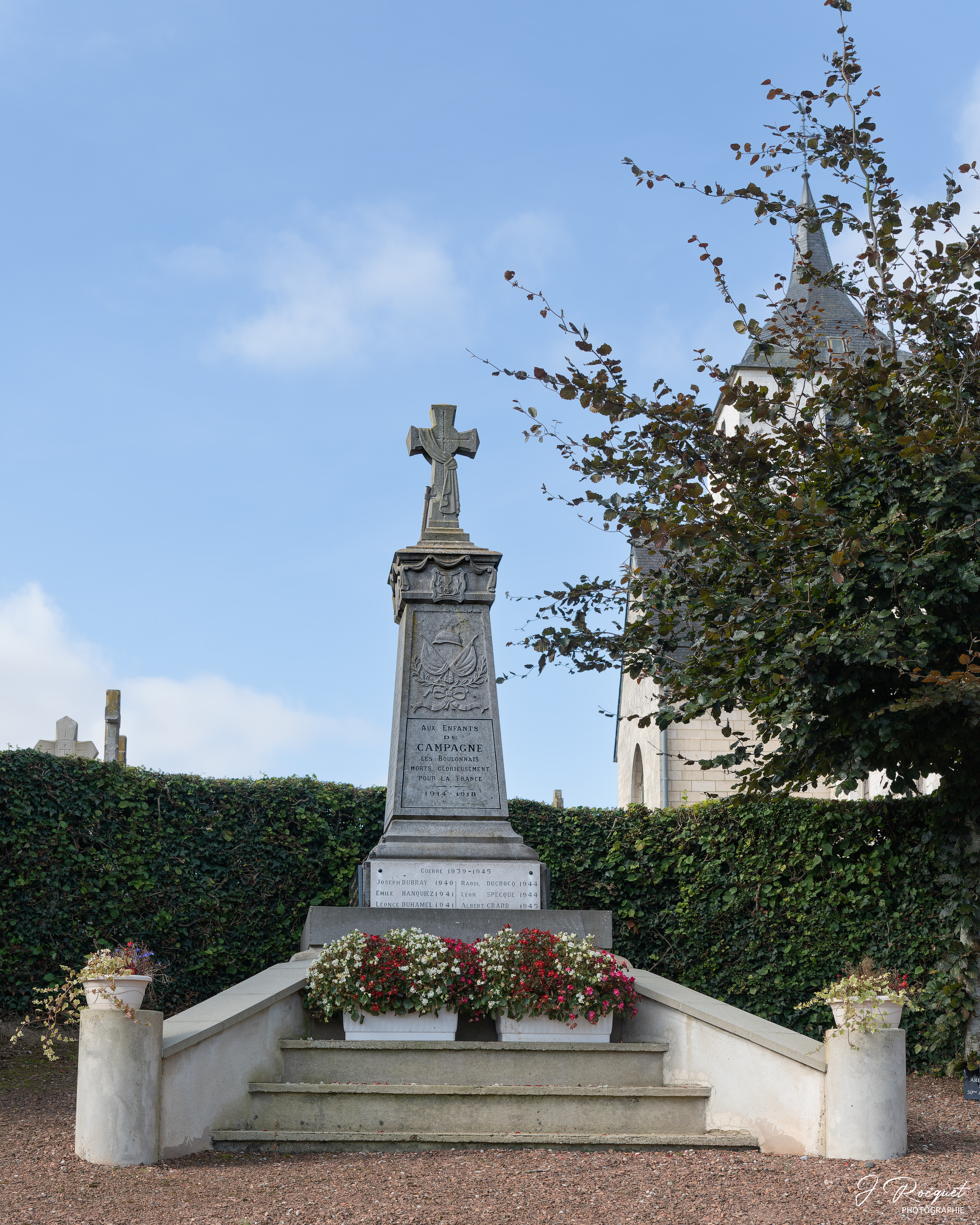
Le monument aux morts.

### Personnalités liées à la commune

#### Seigneurs de Campagne-les-Boulonnais
- Alexandre Jean Baptiste d'Artois, seigneur du Valvalon et de Campagne-lès-Boulonnais, reçoit le 6 août 1763 une sentence de noblesse. Il demeure en son château de Valvalon et est membre de la noblesse des États d'Artois[43].

### Héraldique

Armes de la famille de Dixmude : fascé d'or et d'azur de huit pièces.

| Blason de Campagne-lès-Boulonnais | Blason  | Coupé d'or et d'azur, à un coq hardi de gueules brochant sur le tout. |
| Blason de Campagne-lès-Boulonnais | Détails | Le coq du blason tire son origine de la place du Coq Rouge où un petit monument, érigé en 1996 par la municipalité, rappelle l'existence de ce lieu-dit, connu plus anciennement sous le nom picard de « co'rouge », venant de « quarouge », qui est une déformation du latin quadrivium : « carrefour (de quatre chemins) ». Les couleurs or et azur sont empruntées aux armes de la famille de Dixmude, anciens seigneurs du village aux XVIe et XVIIe siècles. Adopté. |

## Pour approfondir

#### Bases de données, dictionnaires et encyclopédies
- Ressources relatives à la géographie :   - Insee (communes)
  - Ldh/EHESS/Cassini
- Ressource relative à plusieurs domaines :   - Annuaire du service public français
- Notices d'autorité :   - VIAF
  - BnF (données)
  - GND